# Hôtel Daumesnil
L'hôtel Daumesnil est un hôtel particulier situé à Caen. Il a été construit au XVIIe siècle sur la nouvelle place royale (actuelle place de la République, nos 23-25). Il est inscrit au titre des monuments historiques une première fois le 1er juin 1927 et une seconde fois le 29 novembre 2021.

## Situation
L'hôtel est situé dans le centre-ville ancien de Caen. Il occupe l'angle sud-ouest de la place de la République, à l'angle avec la rue Georges Lebret.
Il occupe une série de parcelles entre cette place et le boulevard Maréchal-Leclerc.

## Histoire
L'hôtel est construit par un riche marchand, Gaspard Daumesnil, vers 1657-1658 dans la partie sud de la toute nouvelle place Royale, grande place carrée entourée de maisons construites en pierre de taille sur un alignement déterminé. Le coût est estimé à 80 000 livres.
Un procès est intenté contre la construction du fait du non-respect des règles de construction imposée pour la nouvelle place. À la mort de Gaspard Daumesnil revient à Louis Lecoutelier qui le vend en 1762 à Claude-Olivier Renoult d'Argouges. À la Révolution, l'hôtel est scindé en deux parties.
En 1927, l'hôtel est inscrit à l'inventaire supplémentaire des monuments historiques. L'année suivante, Alexandre-Ludovic Laumonnier, président honoraire du tribunal de Loudun, décède et lègue à la ville la partie de l'hôtel situé au no 25 (aile sur la rue Lebret) à condition d'en faire un musée, ce qui ne fut jamais fait malgré l'apposition d'une plaque « musée Laumonnier ». En 1932, la rue Georges-Lebret est percée entre la place de la République et le boulevard des Alliés (actuel boulevard Maréchal-Leclerc), venant le long de l'hôtel, à l'emplacement des jardins. En 1939, Louis-Édouard Garrido, conservateur du musée des beaux-arts, souhaite y ouvrir un musée destiné aux peintres locaux, mais la guerre empêche le projet d'aboutir. L'édifice abrite successivement le bureau du chômage, les services de police et la distribution des cartes d'alimentation. Après 1944, les locaux servent provisoirement de bibliothèque et de dépôt des œuvres du musée,. Le tribunal d'instance et le conseil des prud'hommes s'y installe à partir de 1954,,. La communauté d'agglomération Caen la Mer loue un temps[Quand ?] des locaux au no 23.
Le tribunal d'instance est transféré en 2015 dans le nouveau palais de justice construit sur la presqu'île portuaire. Le 28 septembre 2015, le ministère de la justice qui bénéficiait de la mise à disposition des locaux restitue les locaux à la Ville. Les locaux sont laissés vide.

Régime de propriété de l'hôtel en décembre 2024.

La Ville met en place une consultation en mai 2022 dans l'objectif de vendre les locaux lui appartenant (parcelles KW2 et KW5). Afin de permettre la cession, les locaux sont déclarés désaffectés et déclassés du domaine public en novembre 2024. Treize entreprises ont répondu à la consultation et le choix se porte finalement entre deux finalistes : la société civile immobilière Beauregard et la société LP 18 / SOTRIM. Cette dernière est déjà propriétaire des bâtiments et du jardin bordant le boulevard Maréchal-Leclerc (parcelles KW64 à 66). L'opération aurait pu donc porter sur une partie plus importante de l'ancien hôtel. La société LP 18 propose ainsi dans son offre la construction de nouveaux volumes bâtis « à l'image contemporaine » sur le foncier lui appartenant et dans le prolongement des deux ailes de l'hôtel Daumesnil. Cette proposition n'a pas été jugée compatible avec le caractère patrimonial de l'hôtel et l'enjeu de mise en valeur et d'ouverture de sa cour intérieur. En décembre de 2024, le conseil municipal vote la cession des locaux à la SCI Beauregard au prix de 2,3 millions d'euros. Celle-ci doit y aménager un local à usage de bureaux et dix-neuf logements, . Le projet, conçu par les architectes Aurélien Dufour (Agence BDF – architecte du Patrimoine) et Constance Rocher (Architecte DPLG pour la maîtrise d’œuvre d’exécution), prévoit la restauration des façades, la conservation des toitures et des charpentes, le maintien des circulations et logiques distributives de l'immeuble afin de conserver les caractéristiques originelles de l’ensemble. Le petit bâtiment sur deux niveaux situé au fond de la cour en retour d'équerre de l'aile sur la rue Lebret, abritant la chaufferie, doit être démoli. La cour commune, partagée par plusieurs propriétaires, doit également être mise en valeur. La promesse de vente doit être signée en janvier ou février 2025 pour une vente effective prévue en novembre 2026. Les travaux doivent commencer en novembre 2027 afin de livrer le bâtiment fin 2029.

## Architecture
La façade est en pierre de taille (pierre de Caen) sur quatre niveaux (rez-de-chaussée, deux étages et combles sous toits à forte pente) au-dessus d’une cave. Les bâtiments forment un U autour d'une cour centrale avec des jardins qui s'étendaient autrefois jusqu'à la Noë, affluent de l'Orne recouvert en 1860 (actuel boulevard Maréchal-Leclerc). La cour est accessible depuis la place par une porte cochère placée au milieu du bâtiment. Les combles sont éclairés par des lucarnes alternant deux types : chien-assis et œil-de-bœuf. La parfaite symétrie de la façade sur la place est rompue par la cheminée, qui ne se trouve pas au milieu, mais décalée vers l'ouest.

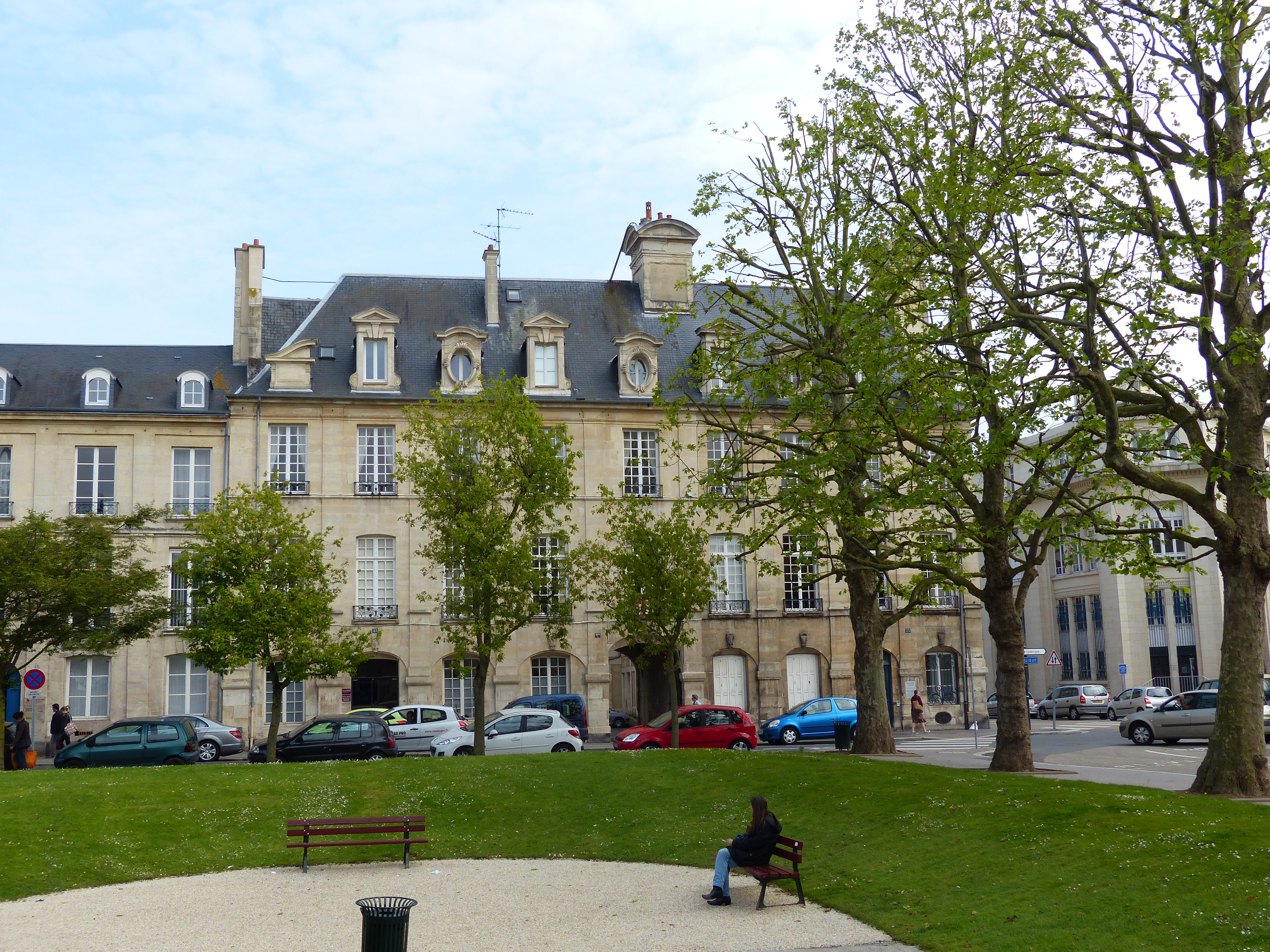
Façade sur la place de la République en 2013.
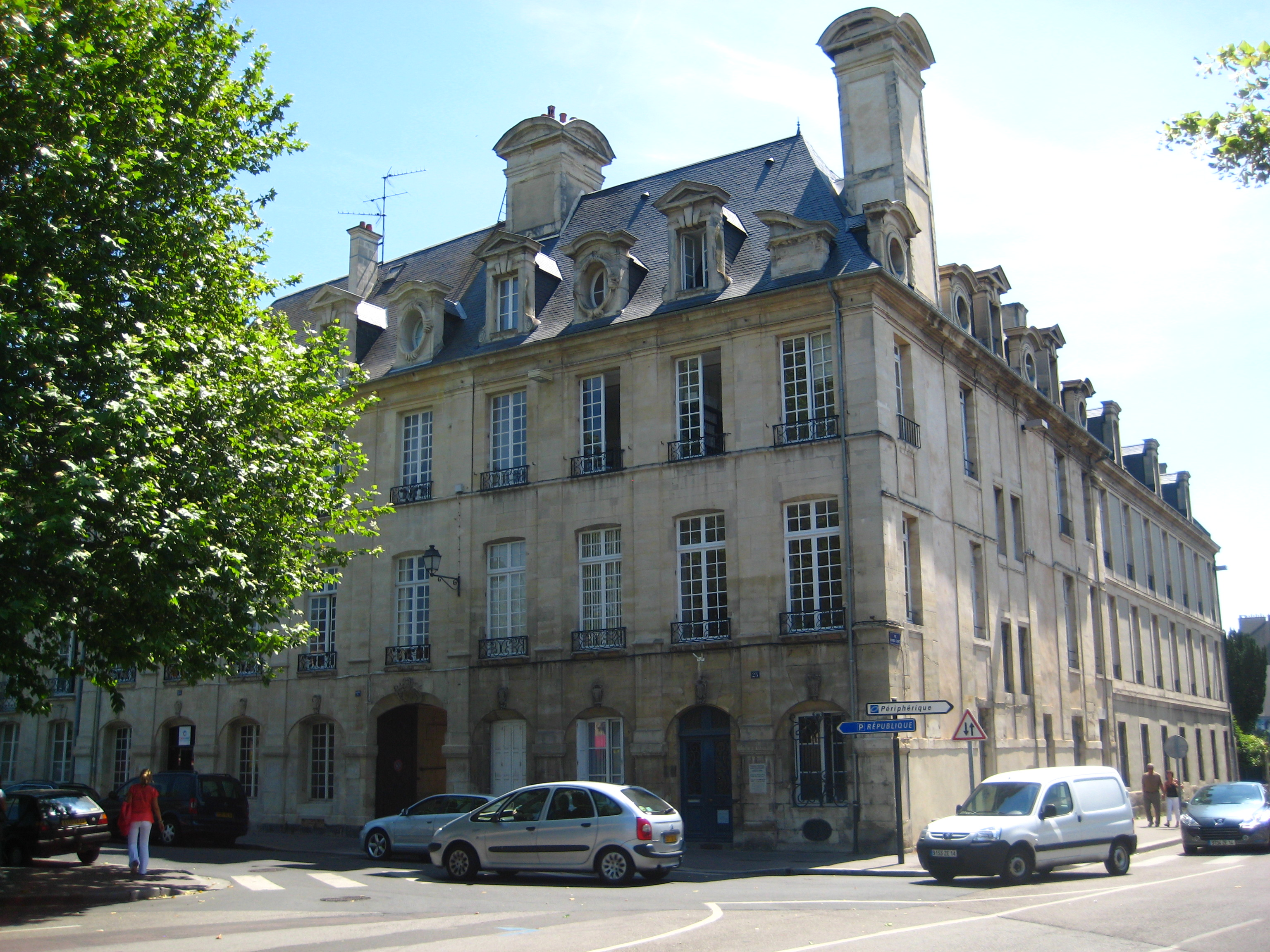
Angle de la place de la République et la rue Georges-Lebret en 2008.

L'hôtel Daumesnil est inscrit au titre des monuments historiques depuis le 1er juin 1927. Cet arrêté est remplacé le 29 novembre 2021 par un nouvel arrêté d'inscription plus précis. Sont protégés :
- la totalité des bâtiments du XVIIe siècle
  - le corps central (au nord) comptant sept travées sur la place et quatre sur la cour ;
  - ses deux ailes en retour d'équerre sur la cour comptant sept travées pour l'aile est et quatre travées pour l'aile ouest ;
- les façades et toitures du petit logis construit en alignement de l'aile est, sur trois travées ;
- les façades et toitures du prolongement de l'aile ouest, sur sept travées ;
- les vestiges de la clôture entre la cour et l'ancien jardin ;
- l'assiette foncière de la cour et de l'ancien jardin (parcelles 2, 3, 4, 5, 64, 66, figurant au cadastre section KW).

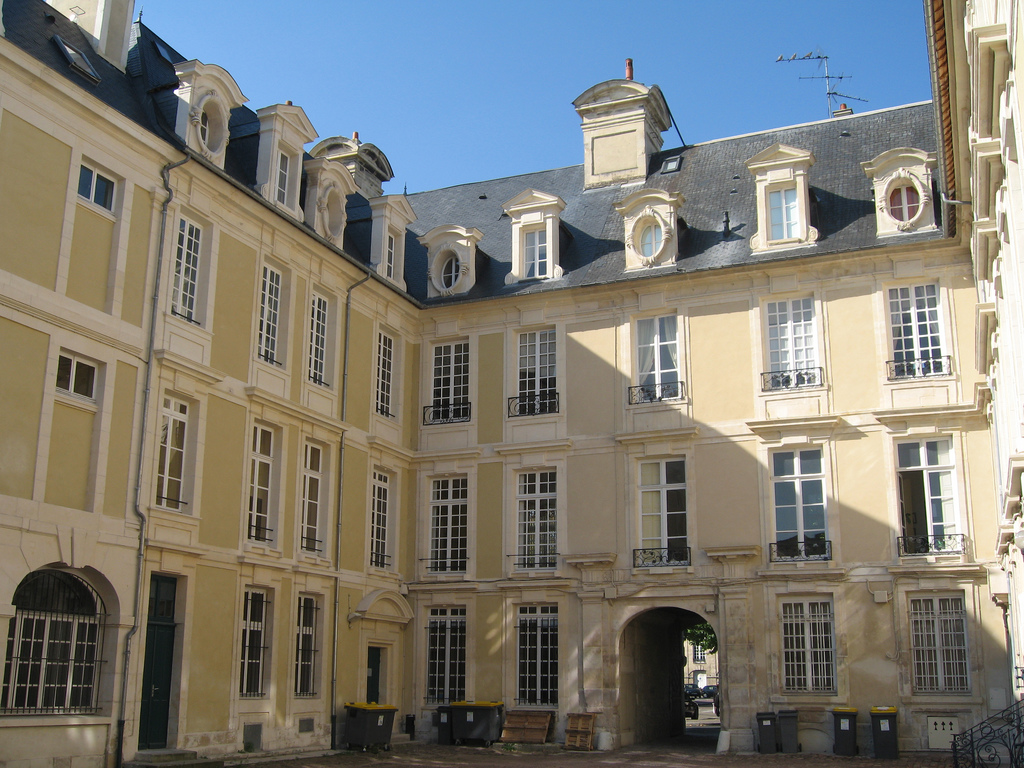
La cour.
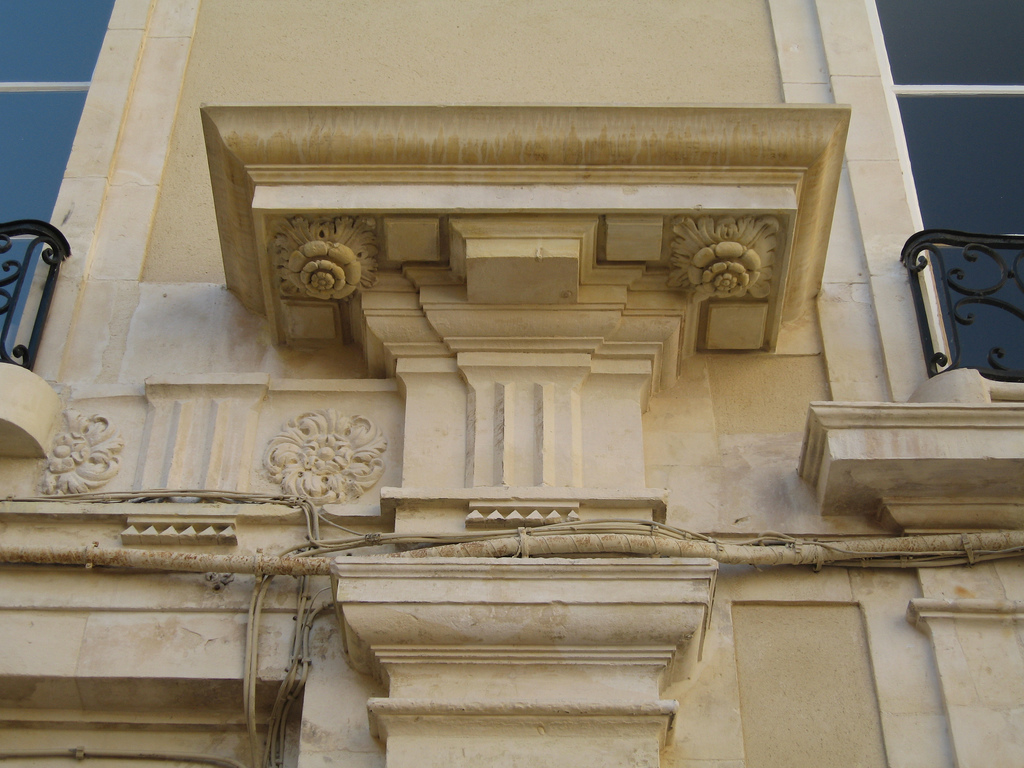
Chapiteau dans la cour.
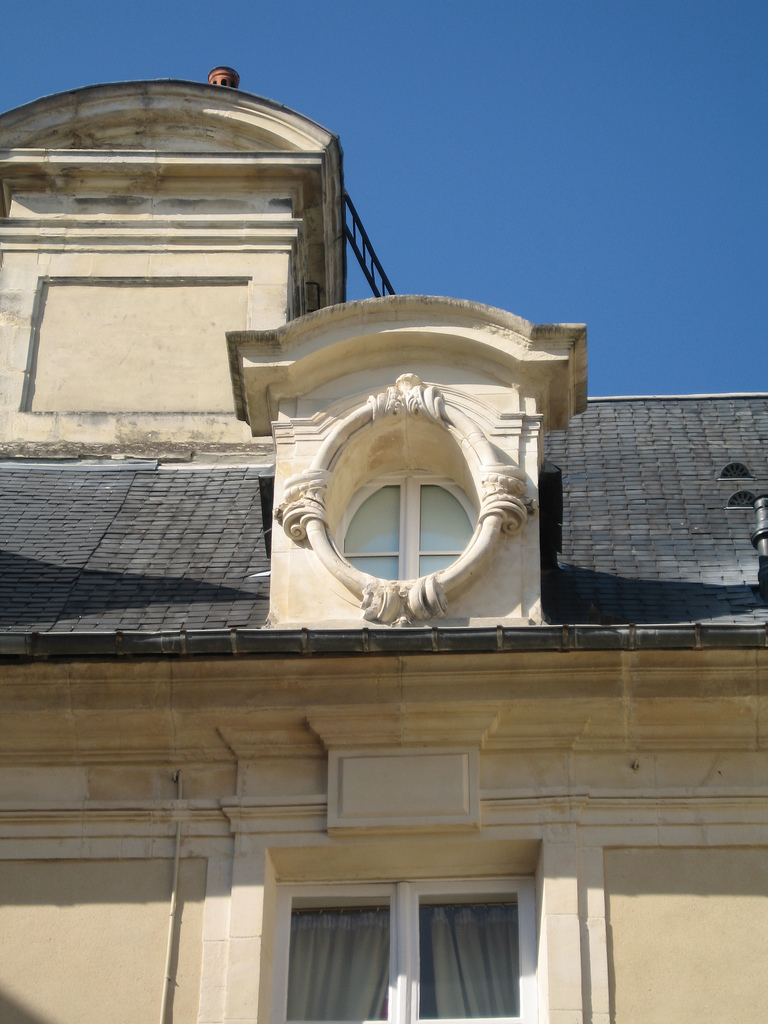
Lucarne.
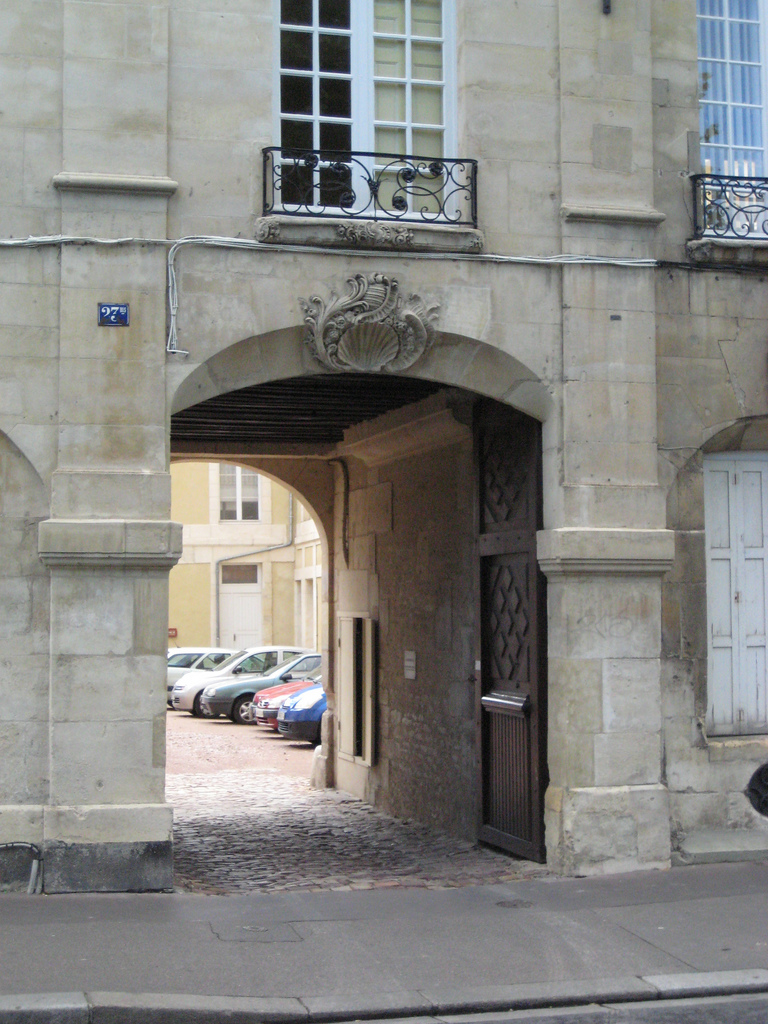
Porte-cochère, côté place de la République.
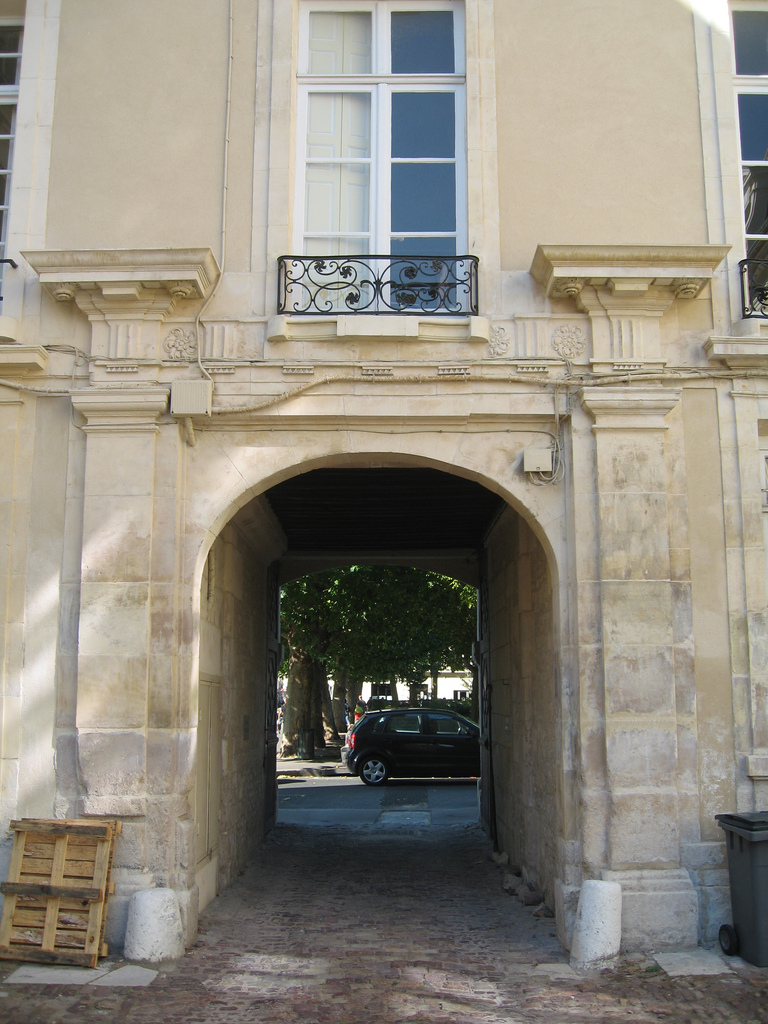
Porte-cochère, côté cour.
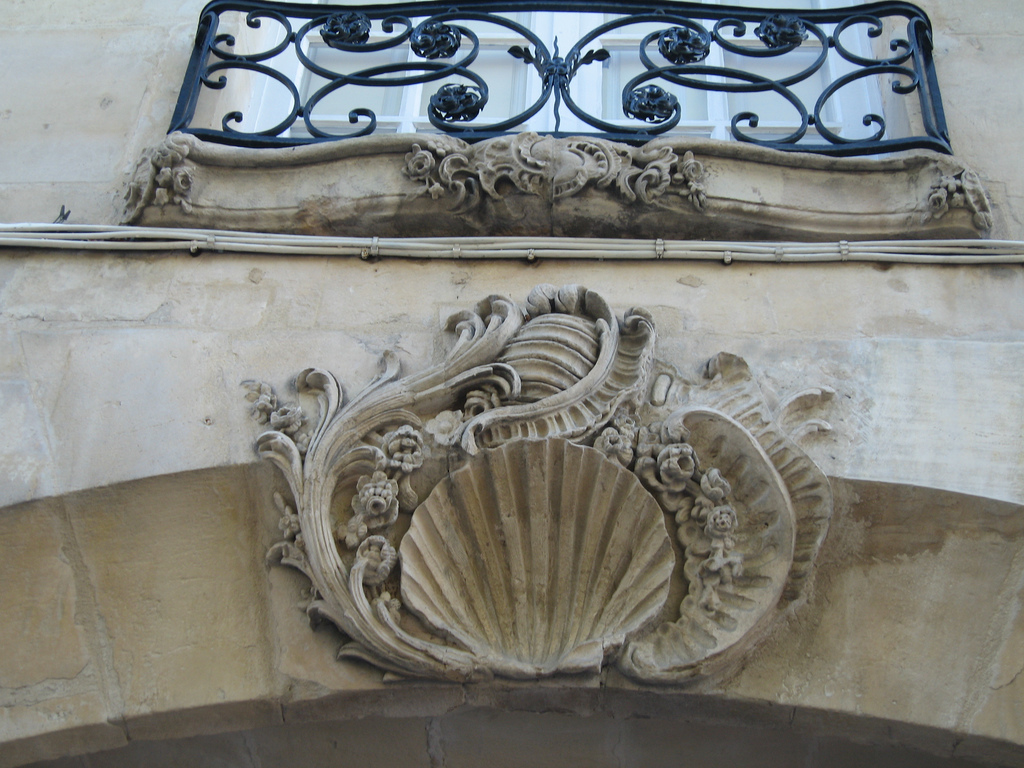
Coquille ornant la clé de voûte de la porte-cochère.
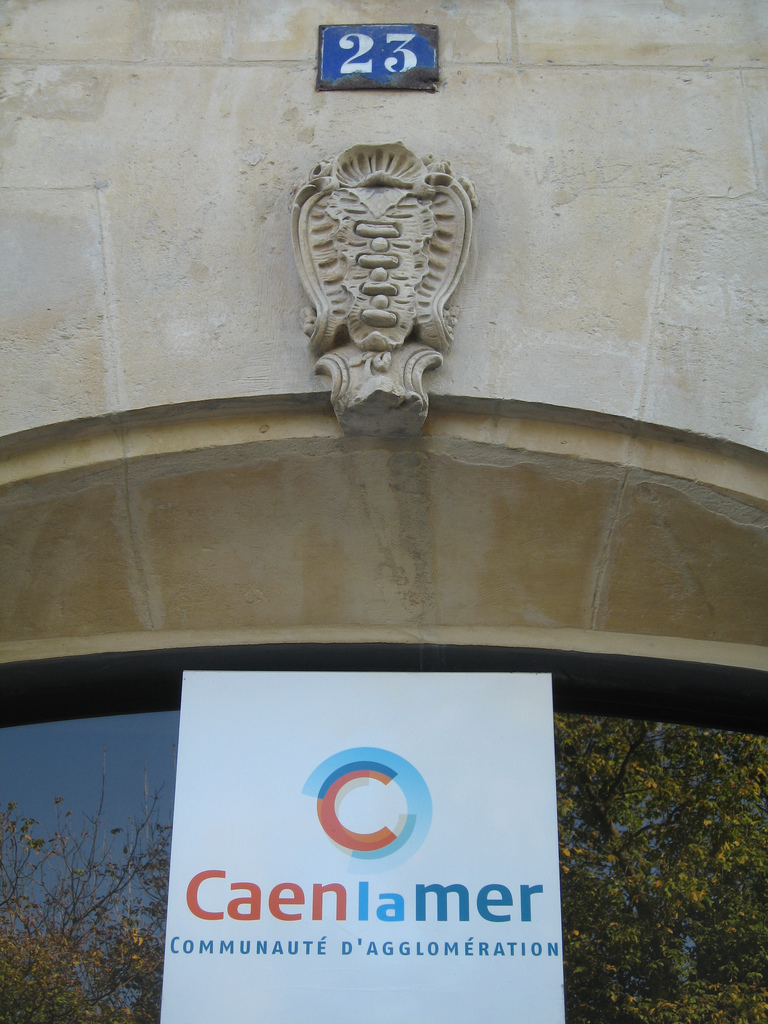
Coquille ornant la clé de voûte de la porte du no 23.